# Bonte koningsmierpitta
De bonte koningsmierpitta (Grallaria varia) is een zangvogel uit de familie Grallariidae (mierpitta's).

## Kenmerken
Het verenkleed is zandbruin met aan de bovenzijde een schubtekening. De vogel heeft lange poten en een korte staart. De lichaamslengte bedraagt 20 cm.

## Leefwijze
Hun voedsel bestaat uit insecten en regenwormen, die ze in de strooisellaag zoeken.

## Verspreiding
Deze soort komt voor in het Amazonegebied en in het zuidoosten van Zuid-Amerika. Er zijn vijf ondersoorten:
- G. v. cinereiceps: zuidelijk Venezuela, noordwestelijk Brazilië en noordoostelijk Peru.
- G. v. varia: oostelijk Venezuela, de Guiana's en noordoostelijk Brazilië.
- G. v. distincta: centraal Brazilië.
- G. v. intercedens: oostelijk Brazilië.
- G. v. imperator: zuidoostelijk Brazilië, oostelijk Paraguay en noordoostelijk Argentinië.

## Status
De grootte van de populatie is niet gekwantificeerd maar de soort wordt omschreven als schaars. Op de Rode lijst van de IUCN heeft deze soort de status niet bedreigd.